# Józef Barczyński
Józef Barczyński (ur. 4 grudnia 1900) – polski inżynier, „Sprawiedliwy wśród Narodów Świata”. 

## Życiorys
W trakcie II wojny światowej mieszkał we wsi Wereszyca (obecnie Ukraina, wówczas dystrykt Galicja). Pracował tam jako dyrektor niemieckiej fabryki produkującej skrzynki na amunicję. Swoją pozycję wykorzystywał by pomagać potrzebującym – zarówno Żydom, jak i Polakom. Był zaangażowany w pomoc Arturowi i Loli Frimom oraz jej córce, Bronisławie Zuli – Żydom z Przemyśla (woj. podkarpackie, wówczas dystrykt krakowski). Dostarczał im żywności, gdy byli uwięzieni we lwowskim getcie. Później zaś, po ich ucieczce z getta, zapewnił schronienie, a Arturowi i Loli, także zatrudnienie w fabryce.
7 listopada 1993 r. Instytut Jad Waszem uhonorował Józefa Barczyńskiego medalem „Sprawiedliwy wśród Narodów Świata”.